# Monte Tamaro
Monte Tamaro är ett berg i Schweiz.   Det ligger i distriktet Locarno och kantonen Ticino, i den sydöstra delen av landet, 140 km sydost om huvudstaden Bern. Toppen på Monte Tamaro är 1 961 meter över havet.
Terrängen runt Monte Tamaro är bergig norrut, men söderut är den kuperad. Runt Monte Tamaro är det tätbefolkat, med 427 invånare per kvadratkilometer.. Närmaste större samhälle är Lugano, 12,7 km sydost om Monte Tamaro. 
I omgivningarna runt Monte Tamaro växer i huvudsak blandskog.